# إلمر بربور
إلمر بربور (بالإنجليزية: Elmer Barbour)‏ هو لاعب كرة قدم أمريكية أمريكي، ولد في 2 فبراير 1919، وتوفي في 10 فبراير 1993.